# 轉轉彈弓狗
轉轉彈簧狗（英文：Slinky Dog Spin，亦名：Slinky Dog Zigzag Spin）是香港迪士尼樂園、華特迪士尼影城、上海迪士尼樂園一個玩具大本營內的遊樂設施，是模仿電影玩具總動員中安仔的彈簧狗，遊樂設施不斷旋轉。